# Дубровки (Талдомский городской округ)
Дубровки — деревня в Талдомском районе Московской области России. Входит в  городское поселение Талдом.

## География
Расположена в центральной части района, примерно в 2 км южнее города Талдома, на правом берегу впадающей в Дубну реки Куйминки (бассейн Волги). Ближайший сельский населённый пункт — деревня Рассадники.

## История
В «Списке населённых мест» 1862 года Дубровка — казённая деревня 2-го стана Калязинского уезда Тверской губернии по правую сторону Дмитровского тракта, при ручье Куйме, в 67 верстах от уездного города, с 29 дворами и 217 жителями (107 мужчин, 110 женщин).
По данным 1888 года входила в состав Талдомской волости Калязинского уезда, проживало 206 человек (102 мужчины, 104 женщины).
По материалам Всесоюзной переписи населения 1926 года — деревня Григоровского сельсовета Ленинской волости Ленинского уезда Московской губернии, проживало 366 жителей (175 мужчин, 191 женщина), насчитывалось 72 хозяйства, среди которых 33 крестьянских.
С 1929 года — населённый пункт в составе Ленинского района Кимрского округа Московской области, с 1930-го, в связи с упразднением округа, — в составе Талдомского района (ранее Ленинский район) Московской области.
До муниципальной реформы 2006 года — деревня Великодворского сельского округа.

## Население
| 1859 | 1888 | 1926 | 2002 | 2006 | 2010 |
| ---- | ---- | ---- | ---- | ---- | ---- |
| 217  | ↘206 | ↗366 | ↘49  | ↗55  | ↗72  |

## Известные уроженцы
5 (17) июля 1889 года в деревне Дубровки родился Сергей Антонович Клычков (1889—1937) — русский и советский поэт, прозаик и переводчик.